# Nunatak Chirikova
Nunatak Chirikova är en nunatak i Antarktis. Den ligger i Östantarktis. Australien gör anspråk på området. Toppen på Nunatak Chirikova är 1 476 meter över havet.
Terrängen runt Nunatak Chirikova är huvudsakligen platt. Trakten är obefolkad. Det finns inga samhällen i närheten.